# 신탄진용정초등학교
신탄진용정초등학교는 대한민국 대전광역시 대덕구에 있는 공립 초등학교이다.

## 학교 연혁
- 1979. 03. 01 학교 설립 인가
- 1979. 10. 02 신탄진용정초등학교 개교
- 1996. 02. 29 용호분교장 폐교
- 1997. 02. 28 대전석봉초등학교 분리
- 1999. 03. 01 ~ 2002. 02. 28 교육부지정 제 7차 교육과정 교과용 도서실험학교 운영(3년간)
- 2003. 03. 01 ~ 2004. 02. 29 [주5일 수업제] 시범학교 운영(지역교육청)
- 2004. 03. 01 ~ 2006. 02. 28 [주5일 수업제] 시범학교 운영(시교육청)
- 2007. 03. 01 ~ 2008. 02. 29 방과후학교 시범학교(교육인적자원부)
- 2014. 02. 14 제35회 졸업(총 졸업생 4,991명)
- 2014. 03. 01 20학급(특수1 포함) 편성
- 2015. 02. 13 제36회 졸업(총 졸업생 5,055명)
- 2015. 03. 01 20학급(특수1 포함) 편성

## 참고 자료
- 신탄진용정초등학교 - 한국교육학술정보원 학교알리미